# Ian Watkin
Ian Watkin (25 de janeiro de 1940 – 18 de maio de 2016) foi um ator neozlandês conhecido pelos filmes Braindead e Sleeping Dogs. Watkin cresceu em Greymouth e mudou-se para a Austrália em 1999. tornado-se um corretor de vinhos.
Ele apareceu em um episódio do Ngaio Marsh Theatre em 1977.

## Morte
Watkin morreu de câncer em 18 de maio de 2016, aos 76 anos.

## Filmografia
- Sleeping Dogs (1977) - Dudley
- Wild Man (1977) - O Coronel
- Middle Age Spread (1979) - Wrightson
- Goodbye Pork Pie (1980) - Pai em Carro
- Nutcase (1980) - Godzilla
- Bad Blood (1981) - Detetive Sgt. Knight
- Beyond Reasonable Doubt (1982) - Kevin Ryan
- Carry Me Back (1982) - M.C.
- Utu (1983) - Porteiro
- Death Warmed Up (1984) - Bill
- The Lost Tribe (1985) - Mears
- Pallet on the Floor (1986) - Amos
- Send a Gorilla (1988)
- Just Me and Mario (1988)
- My Grandpa Is a Vampire (1992) - Pai de Vincent
- Braindead (1992) - Tio Les
- Savage Honeymoon (2000) - Frank
- Star Wars: Episode II - Attack of the Clones (2002) - COO-2180 (sem créditos)
- Charlotte's Web (2006) - Fair Offical (papel final do filme)